# Hilda Múdra
Hilda Múdra, rozená Hildegard Klimpel (1. ledna 1926, Vídeň, Rakousko – 22. listopadu 2021) byla slovenská trenérka krasobruslení rakouského původu. V roce 1947 se provdala za Jozefa Múdrého, od té doby žila v Bratislavě. Patnáct let byl jejím svěřencem nejúspěšnější slovenský krasobruslař, olympijský vítěz Ondrej Nepela. Vedla i Jozefa Sabovčíka, Mariana Filce, Agnesu Búřilovou a jiné.
Na její počest byly pojmenovány mezinárodní mistrovství speciálních olympiád v krasobruslení s názvem Pohár Hildy Múdré. V roce 2000 převzala od prezidenta Rudolfa Schustera za Ondreje Nepelu cenu pro nejlepšího slovenského sportovce 20. století.

## Ocenění
- Cena mezinárodního olympijského výboru za etiku
- Cena Pierre de Coubertina